# Wolfstoon
Een wolfstoon is een ongewenste eigenschap van een strijkinstrument waarbij de sterkte van één bepaalde gespeelde toonhoogte gaat variëren zonder dat de speler dit bedoelt of beoogt. Dit heeft een natuurkundige achtergrond. De meeste strijkinstrumenten hebben 1 (of soms 2) van dat soort ongewenste wolfstonen.

## Ontstaan van wolfstoon
De wolfstoon ontstaat wanneer de mechanische trillingen van een snaar via de kam worden overgebracht naar de klankkast, daar omgezet worden in luchttrillingen, en daarbij de klankkast zelf in eigentrilling of eigenfrequentie (zelfresonantie) brengt. Door de trilling van de klankkast die daardoor ontstaat wordt via de kam weer energie aan de snaar zelf onttrokken, die op zijn beurt dus weer minder goed gaat trillen. Door deze wisselwerking tussen klankkast en snaar ontstaat dus de sensatie dat het volume gaat variëren, waardoor de luchtkolom in het instrument in een eigen cyclus van energietoevoer via de strijkstok en energieafname door de klankkast geraakt. Veel spelers ervaren een wolfstoon daarom als onprettig, omdat zo'n toon het normale spel doorbreekt, en moeilijk te corrigeren is.

## Remedies

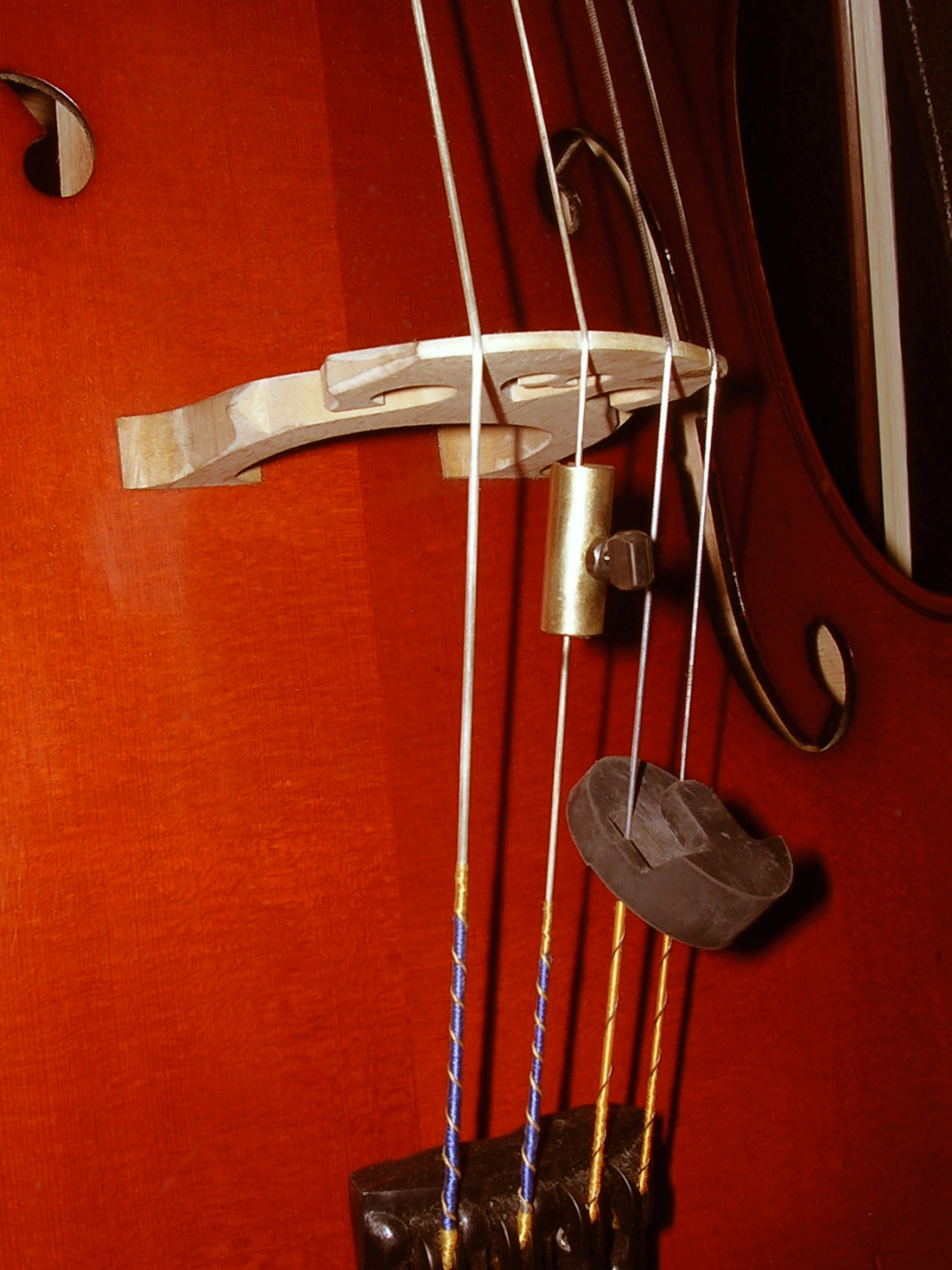
Een wolftooneliminator, gemonteerd op een cello

Oplossingen voor het ontstaan van de wolfstoon liggen in modificatie van het instrument of in een aangepaste speeltechniek.
Wat dat eerste betreft: een oplossing kan zijn om de stapel iets te verplaatsen (met het risico dat de algehele klank van het strijkinstrument verandert), of om een klein rubbertje tussen de kam en de snaar die de wolfstoon veroorzaakt te plaatsen (demping van de betreffende eigenfrequentie). Ook bestaat er een 'wolfdemper' of 'wolfdoder' die vlak achter de kam op de betreffende snaar wordt gemonteerd (verlaging van de eigenfrequentie).
De speler kan ook de wolfstoon camoufleren, door vibrato toe te passen, of door net iets naast de goede toonhoogte te intoneren. Vandaar dat cellisten rondom de wolfstoon soms bewust iets vals spelen.
Een andere oplossing voor cellisten is tijdens het spelen van de noot met een wolf de knieën iets naar elkaar te drukken. Hierdoor kan de klankkast minder meetrillen met zijn eigenfrequentie en kan de wolfstoon verdwijnen.
Verder helpt het soms om extra druk van de stok te geven en dicht bij de kam te spelen.
Doordat een cello groter is dan een viool zal het effect van een wolfstoon bij een cello groter zijn, omdat de grotere kast de klank meer versterkt. Vaak ligt een wolfstoon op een cello ook in een lager register omdat de eigenfrequentie van een groter voorwerp lager is (meer massa en volume). Vandaar dat cellisten doorgaans meer moeten corrigeren dan violisten om van de wolfstoon verlost te blijven tijdens hun spel.

## Bouw en optreden van wolfstoon
Doorgaans trachten bouwers van strijkinstrumenten hun instrument zo te bouwen dat de klankkast maximale resonantie afgeeft, maar dat een wolfstoon weinig kans krijgt te ontstaan. Dit is een complex proces, omdat strijkinstrumenten complex trillende voorwerpen zijn, die zowel transversaal, als longitudinaal in trilling komen (in '3-D'), en dat daarenboven op gewelfde oppervlakten complexe trillingen worden opgewekt, en de 'stijfheid' en dikte van de diverse onderdelen ook invloed hebben op de resonantie. (Ook de hardheid van de toegepaste lak speelt daarin een rol).
Vroeger zocht men vaak een zodanige resonantie op bij de bouw, dat op de toonhoogte van de losse A-snaar de resonantie maximaal was, immers: zolang een vinger niet op een snaar gespeeld werd gaf de kast op die 'kale' snaar toch veel resonantie af, omdat er dan geen dempende vinger op de snaar staat (de losse snaar).
Hoewel een trillende snaar altijd resoneert sterft de trilling sneller af als men een vinger op een snaar plaatst, omdat de vinger zelf ook een dempende werking heeft. Van belang is dat naast de vorm van het instrument ook de grootte en maatvoering van een strijkinstrument de demping van de klankkastresonantie definieert.

## Waar zit de wolfstoon?
Bij een cello valt vaak de wolfstoon overigens juist niet op de losse snaar maar op of rond de 'F' of 'Fis' wanneer men die op de D-snaar speelt. De cellist zal dus niet een losse snaar kunnen bespelen om de wolfstoon te voorkomen. Als een snaar door een vinger gedempt wordt zal bovendien de energieoverdracht van de trillende snaar via de kam naar de resonerende klankkast sneller geschieden en daardoor juist meer wolfstooneffect genereren.
Op een altviool is het effect minder dramatisch (daar is de wolfstoon doorgaans rond de ‘Fis’ als men deze op de D-snaar speelt. Een contrabas heeft er weer meer last van (rond de ‘A’ op de G-snaar). Op violen is het effect veel minder waarneembaar, maar kan bij slecht gebouwde violen toch storend zijn.

## Beluisteren
Beluister hoe een wolfstoon klinkt.